# ورزشکاه بیکوز آرنا
ورزشکاه بیکوز آرنا (به ترکی استانبولی: Beykoz Arena) یک ورزشگاه در ترکیه است که در بیکوز واقع شده‌است.